# Ligne 98 B (bus de Vancouver)
Pour les articles homonymes, voir Ligne 98.
La ligne 98 B est une ancienne ligne de bus à haut niveau de service du Grand Vancouver, en Colombie-Britannique, au Canada. Elle reliait la ville de Richmond au centre-ville de Vancouver, et desservait l'aéroport international et le centre commercial Richmond Centre. La ligne empruntait principalement Granville Street à Vancouver et la route No. 3 à Richmond. La ligne était exploitée par la Coast Mountain Bus Company, une branche de TransLink, l'organisme public assurant l'exploitation des transports publics de Vancouver et de sa banlieue. La ligne faisait 16 kilomètres de long, et transportait 18 000 passagers par jour. La ligne est fermée le 7 septembre 2009 lorsqu'elle est remplacée par la ligne de métro Canada Line.
Sa mise en service en 2001 a été l'occasion d'expérimenter différents avancées technologiques en matière de transport, comme la mise en place d'un système GPS permettant d'afficher à chaque station le temps d'attente d'un bus, le contrôle des feux tricolores et leur passage au vert en cas de retard d'un bus, et l'annonce automatique des prochains arrêts à l'intérieur des rames.
La ligne comportait 22 arrêts, dont neuf à Richmond et quatorze à Vancouver. Le temps d'attente entre chaque bus était de cinq à sept minutes en heure de pointe, et dix minutes en après-midi. En fin de soirée et durant la nuit, le temps d'attente passait à 25 minutes. Le temps de trajet total, de terminus à terminus, était de 42 minutes en moyenne, mais pouvait être d'une heure en cas de fort trafic.
La ligne disposait d'une voie dédiée à Richmond, entre les arrêts Lansdowne et Sea Island Way. Cependant, le 13 février 2006, la portion de ligne réservée est fermée en prévision des travaux de construction du métro, obligeant les bus à circuler avec le trafic routier.
La ligne a été créée sur le modèle de la ligne 99 B, qui relie l'Université de la Colombie-Britannique à la station de métro Commercial–Broadway : comme son ainée, elle bénéficie des bus articulés de grande capacité du constructeur New Flyer Industries.

## Sources
- (en) Cet article est partiellement ou en totalité issu de l’article de Wikipédia en anglais intitulé « 98 B-Line » (voir la liste des auteurs).